# Televiziunea în Albania
Televiziunea în Albania a apărut în 1960. RTSH a dominat domeniul televiziunii până la mijlocul anilor 1990, când posturile private de radio și televiziune au început să ocupe golul în frecvențele albaneze. Trecerea la DTV este în stagnare.
Albania în prezent are 3 stații comerciale naționale de televiziune, 56 posturi locale, 83 prin cablu și două multiplexuri comerciale. 
Dintre toate canalele analogice, postul public Radio Televizioni Shqiptar (RTSH) are cel mai mare impact: semnalul acoperă 80,5% din teritoriul țării, urmat de Top Channel cu 79% și TV Klan cu 78%. Cu toate acestea, există, de asemenea, multiplexuri digitale. Alte posturi de televiziune cu sediul la Tirana și semnal care acoperă o parte semnificativă a Albaniei sunt Ora News, News 24, Vizion Plus, A1 Report și Radio Televizioni SCAN. În afară de Vizion Plus TV și Radio Televizioni SCAN, toate posturile sunt de știri.

## Listă de canale de televiziune
Mai jos urmează o listă de posturi de televiziune și furnizori ai audiovizualului din Republica Albania.

### Canale naționale publice
- RTSH 1 HD
- RTSH 2 HD
- RTSH 3 HD
- RTSH Plus
- RTSH Sport HD
- RTSH Muzike
- RTSH Film
- RTSH 24
- RTSH Shqip
- RTSH Kuvend

### Canale naționale private
- Top Channel (HD)
- TV Klan (HD)
- Vizion Plus (HD)
- Ora News
- Rrokum TV
- TV Koha
- TVSH

### Canale desființate
- TVA
- Albanez Ecran
- Agon Canal

### Canale din străinătate
- Klan Kosova - Kosovo
- Alsat M - Republica Macedonia
- Agon Channel Italia - Italia (defunct)
- Albanian Television of America

### Canale regionale
- IN TV (HD)
- ABC News Albania (HD)
- TV Rozafa
- TV Kombi
- TV1 Channel
- Antena TV (HD)
- Tv Kopliku
- Blue Sky Music
- BBF TV
- Shipja Master Tv
- Elrodi TV
- Jug Tv
- Tv Apollon
- Citv TV
- Real RTV
- Super Sonic Tv
- Super Folk
- Scan TV
- Channel One
- Star Plus HD
- Tema TV
- Tele Sport
- Folk+
- Alpo TV
- TV Skampa
- TV 6+1 Vlora
- In TV
- Tv Lezha
- Tv Kontakt
- Shijak Tv
- Zjarr Tv
- TV Koha

### Canale de film
- Digi Gold
- Film Autor
- Film Hits
- Film Hits +1
- Film Thriller
- Film Dramë
- Film Aksion
- Film Komedi
- Film Një HD
- Film Dy HD
- Family HD
- Stinët
- Jolly HD
- Tring Super HD
- Tring Action
- Tring Comedy
- Tring Shqip
- Tring Life
- Tring Fantasy
- Smile
- 3 Plus
- Kino Premiere 1 HD
- Kino Premiere 2 HD
- Kino Premiere 3 HD
- Kino Premiere 4 HD
- Kino Premiere 5 HD
- Kino Comedy HD
- Kino Sci Fi HD
- Kino Thriller HD
- Kino Family HD
- Kino Action HD
- Kino One HD
- Kino Romance HD
- Kino Dark HD
- Kino Arkiva HD
- Kino Drama HD
- Sky Hits
- Sky Max
- Sky Aksion
- Sky Drama
- Sky Komedi
- Sky Family
- Sky Shqip
- Sky Novela
- ALB Film
- ALB Humor
- HBO
- HBO 2
- HBO 3
- Fox
- Fox Life
- Fox Crime
- Comedy Central Extra

### Canale de film documentar
- Explorer Shkencë
- Explorer Histori
- Explorer Natyra
- Tring Planet
- Tring World
- Tring History
- Sky Shkencë
- Sky Planet
- Sky Histori
- National Geographic HD
- Nat Geo Wild
- Travel Channel HD
- Discovery Channel HD
- Investigation Discovery
- TLC Discovery
- Animal Planet
- Outdoor Channel
- History Channel

### Canale pentru copii
- Bang Bang
- Çufo
- Junior TV
- Tring Tring
- Tip TV
- Tring Kids
- Sofia Channel
- Orlando Kids
- ALB Kids
- Disney Channel
- Disney Junior
- Nickelodeon HD
- Nick Jr.
- Cartoon Network
- Boomerang
- Baby TV
- Duck TV

### Canale de sport
- SuperSport 1 HD
- SuperSport 2 HD
- SuperSport 3 HD
- SuperSport 4 HD
- SuperSport 5 HD
- SuperSport 6 HD
- Tring Sport 1 HD
- Tring Sport 2 HD
- Tring Sport 3 HD
- Tring Sport 4 HD
- Tring Sport News HD
- Tele Sport
- Eurosport
- Eurosport 2
- Motors TV

### Canale de muzică
- MTV Europe
- MTV Hits
- MTV Dance
- MTV Rocks
- MTV Live HD
- VH1 Europe
- VH1 Classic
- My Music
- IN TV
- Supersonic TV
- BBF TV
- Folk Plus
- TV Blue Sky
- Tirana TV
- Club TV
- MusicAL
- CliCk TV
- STV Folk
- ALB Music HD
- ALB Hits HD
- ALB Koncert HD
- ALB Folk HD
- ALB Çifteli HD
- ALB Hip Hop HD
- Globe Music
- Real TV
- City TV
- 3+ HD

### Canale de știri
- ABC 24
- ABC News
- Top News
- Kanali 7
- Ora News
- News 24
- Channel One
- UTV News
- A1 Report
- Albanian Screen TV
- TNT
- BBC World News
- CNN
- Euronews
- Sky News
- DW-TV
- CNBC Europe
- CCTV News
- France 24
- Bloomberg TV

### Altele
- Big Brother 1
- Big Brother 2
- Living
- Muse
- Egnatia TV
- Shop TV
- BCTV
- Wedding TV
- Fashion TV
- Luxe.tv
- Entertainment!
- Food Network
- 24Kitchen

### DVB-C
- ALBtv Albtelecom
- ABCom Cablu
- Nisatel Fibre
- TeleCo
- Digicom
- Abissnet